# Donji Štrpci
Donji Štrpci (cyr. Доњи Штрпци) – wieś w Bośni i Hercegowinie, w Republice Serbskiej, w gminie Prnjavor. W 2013 roku liczyła 1061 mieszkańców.